# Зніт курячоочковий
Зніт курячоочковий (Epilobium anagallidifolium) — вид трав'янистих рослин родини онагрові (Onagraceae), поширений у циркумбореальних і альпійських областях Євразії й Північної Америки. Етимологія: лат. folius — «листя», лат. anagallis — як рід Anagallis.

## Опис
Це багаторічні трав'янисті ніжні рослини 3–10(20) см із ниткоподібними гіллястими і повзучими кореневищами. Поверхневі столони листяні. Стебла нерозгалужені, висхідні, при основі голі, верхні частини запушені в прожилках, спочатку пониклі, стаючи піднятими, коли насіння дозріває. Листки супротивні (чергуються в суцвітті) дрібні, темно-зелені, часто червонуваті, 8–17(25) мм завдовжки, широколанцетні, тупі, до основи клиновидо-звужені, короткочерешкові, голі, цілокраї за винятком тих, що є найвище. Суцвіття — досить недбалі китиці з 1–3(6) квітами. Пелюсток 4, вони рожево-червоні, 4–5 мм завдовжки, із зубчастими кінчиками. Чашолистків 4. Тичинок 8. Плоди — трубчасті, 4-гніздні, 2–4 см за довжиною коробочки. Насіння зворотнояйцеподібне, гладке, довжиною близько 1.2 мм; у верхній частині мають короткі, напівпрозорі придатки.
Квітує з липня по вересень. Запилення відбувається комахами або шляхом самозапилення.

## Поширення
Європа (від Ісландії до Греції та з Сьєрра-Невади до Карпат), Центральна й Північна Азія (від півночі Анатолії до Берингової протоки), Західна й Північно-Східна Північна Америка й Ґренландія. Населяє вологі обвали, осипові схили і щебенисті ділянки поблизу річок або просочені ділянки у високогірних районах.
В Україні зростає у тріщинах скель, на берегах гірських струмків, краях джерел — у Карпатах. Входить до списку рослин, які потребують охорони на території Закарпатської області.

## Галерея

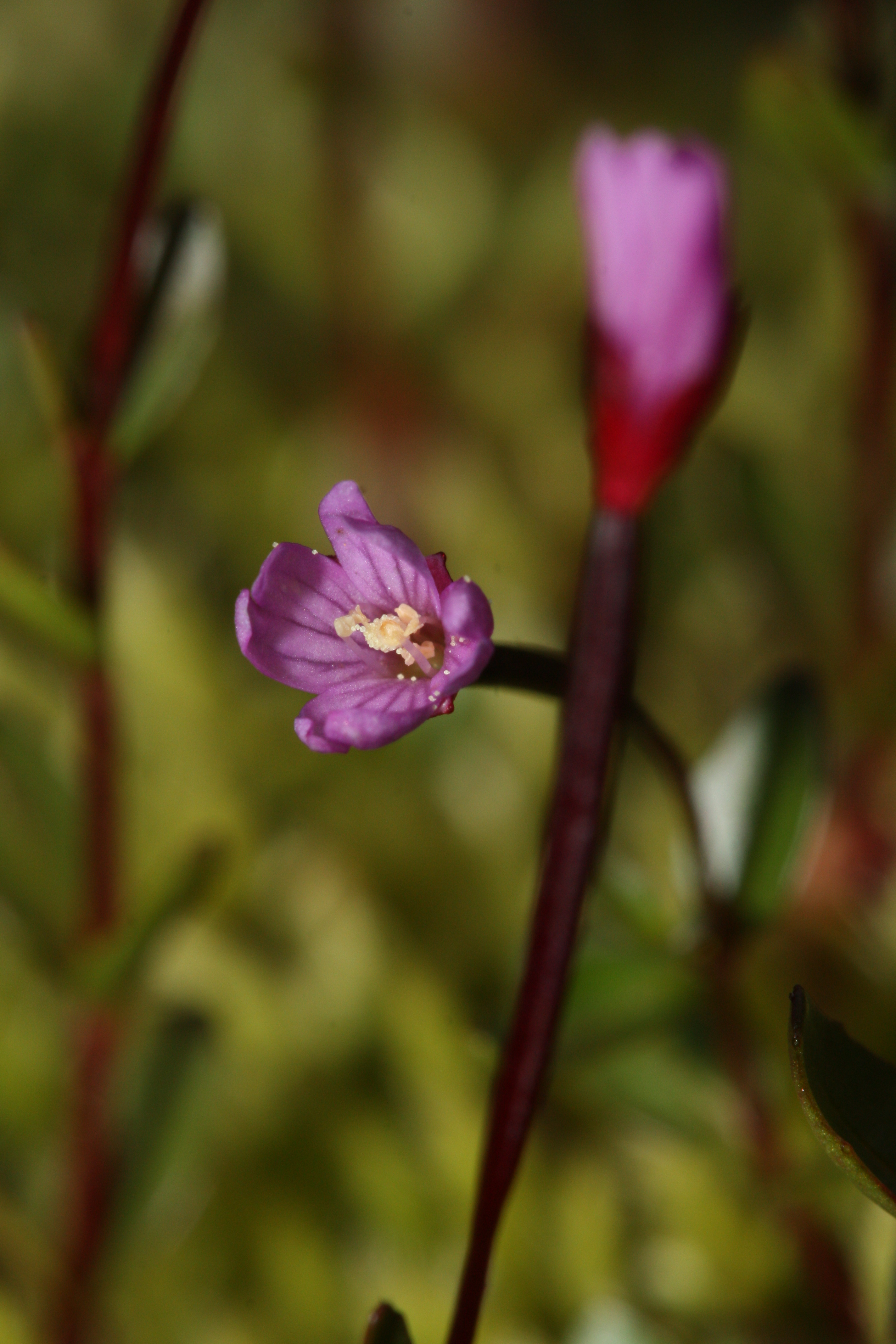
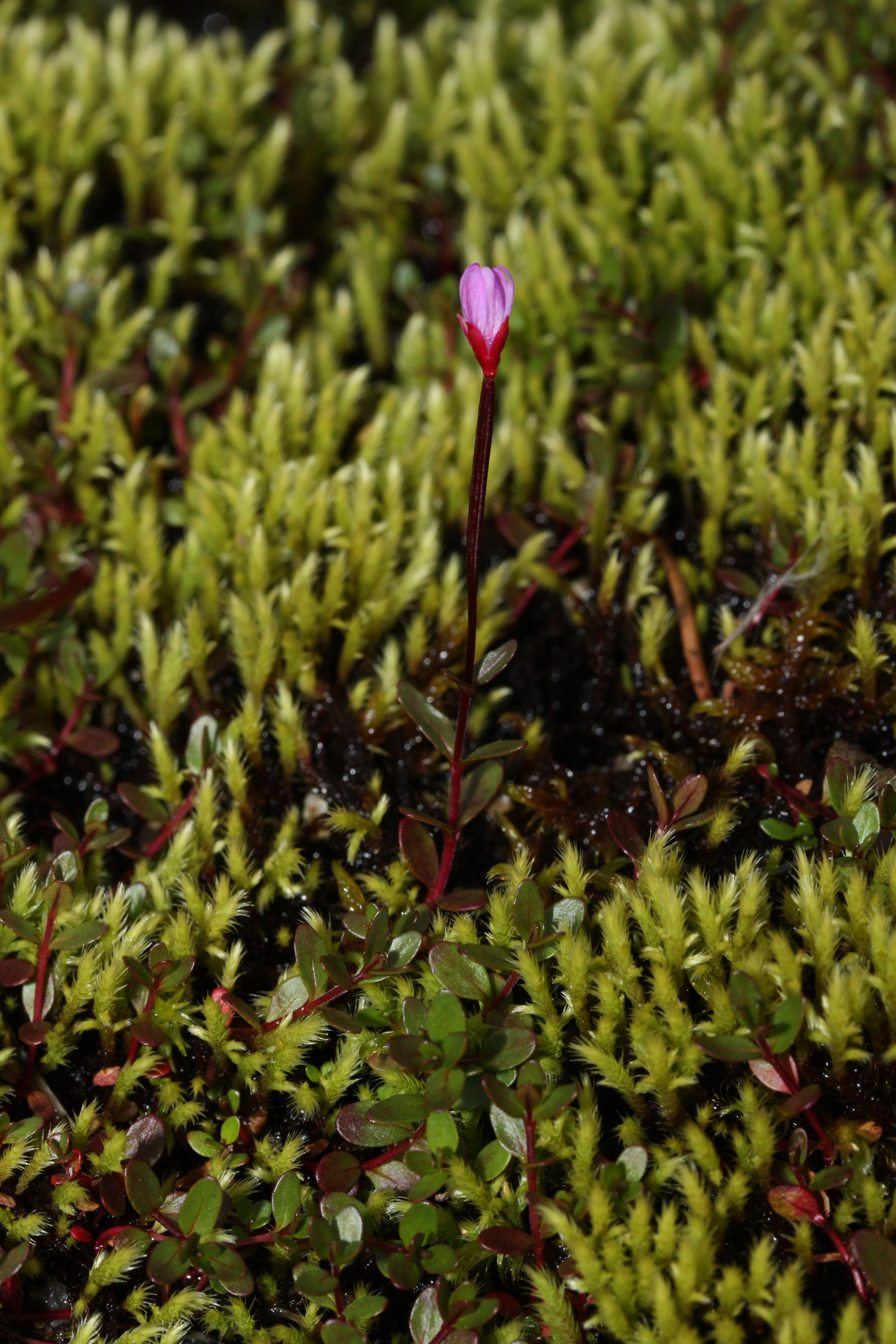
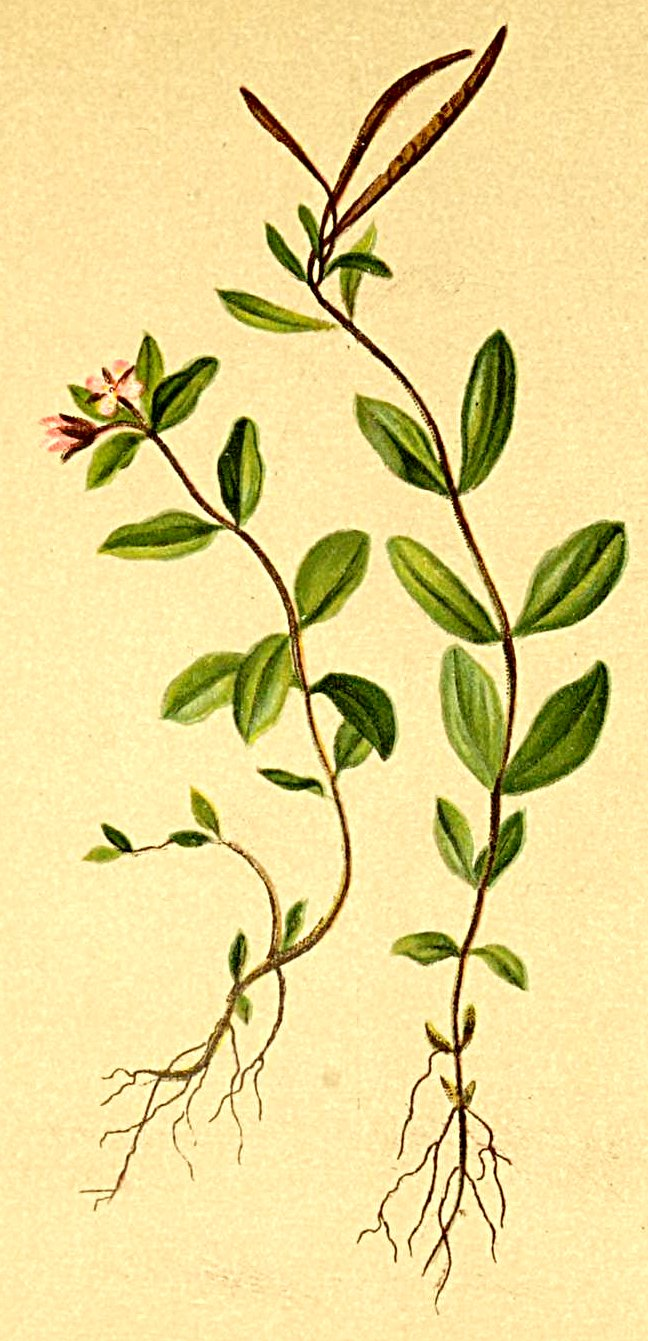